# Église Saint-Gérard de Buffalo
L'église Saint-Gérard (St. Gerard's Church) est une église catholique désaffectée située à Buffalo aux États-Unis dans l'État de New York.

## Historique

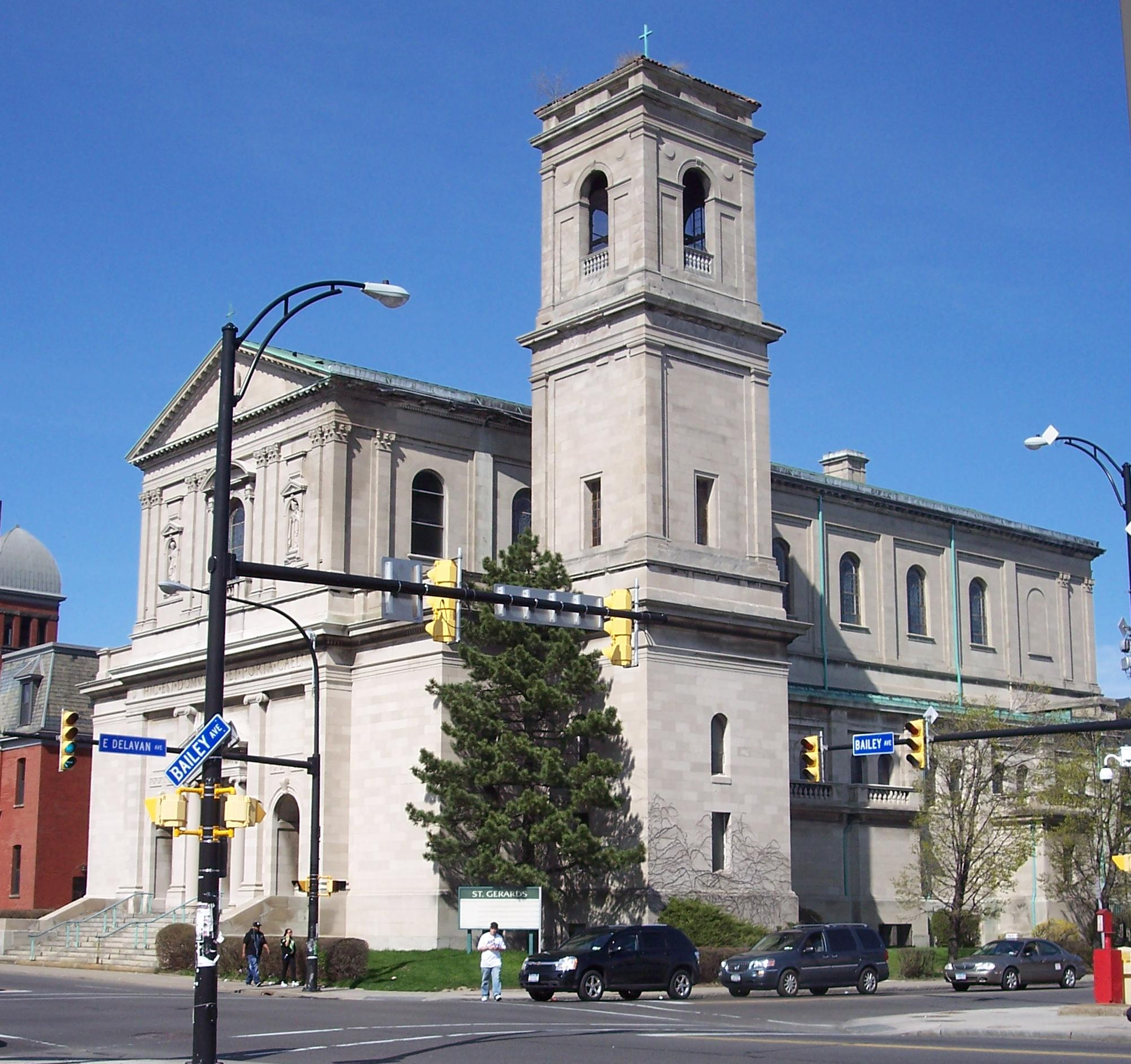
Vue de l'église de côté

Une première église est construite dans ce quartier alors en rapide expansion, en 1902 avec une école paroissiale, dans un terrain offert par un brasseur local, catholique d'origine allemande, Gerard (Gerhard) Lang. L'église est consacrée à son patron saint Gérard. Elle s'avère bientôt trop petite et une seconde est construite entre 1911 et 1913. C'est un édifice élégant sur le modèle d'une basilique romaine, avec une façade imitée de celle de Saint-Paul-hors-les-Murs. On remarque les statues de saint Gérard et de saint Joseph (avec l'église en miniature à ses pieds) sur la façade, œuvres du sculpteur Angelo Gatti. Des travaux d'agrandissement sont effectués dans les années 1930 et financés par une communauté alors florissante qui fait également construire un clocher en forme de campanile néoclassique italien de 110 pieds de hauteur.
L'intérieur richement orné comporte douze piliers de granite et les murs sont ornés de quinze fresques représentant chacun un des mystères du Saint-Rosaire. Les arcades de la nef sont décorées de six bas-reliefs représentant des papes, et de vingt-huit représentations de la Vierge. Le plafond de la demi-coupole de l'abside est décoré de fresques  dépeignant le Couronnement de la Sainte-Vierge. Le plafond à caissons de l'église est finement sculpté.
La baisse de la pratique catholique aux États-Unis et la crise industrielle qui ferme les usines frappent de plein fouet la région à partir des années 1970-1980 et s'intensifient au début du XXIe siècle, si bien que l'évêque du diocèse de Buffalo, Mgr Kmiec, décide - comme pour presque la moitié des églises de son diocèse - de la fermer. La dernière messe a lieu en janvier 2008. L'église, bien que bloquée d'accès, se détériore rapidement

## Déménagement en attente
En octobre 2008, la paroisse catholique Marie-Notre-Reine de Norcross en Géorgie, près d'Atlanta, exprime le désir de se porter acquéreur de l'église et de la déménager pierre par pierre, pour un coût de seize millions de dollars. En attendant, elle transfère à l'été 2010 une statue de saint Gérard qui est cassée en deux...